# ビューティフル・ボーイ (曲)
「ビューティフル・ボーイ」（原題: Beautiful Boy (Darling Boy)）は、イギリスのシンガーソングライターであるジョン・レノンの楽曲。1980年11月17日に発売されたアルバム『ダブル・ファンタジー』に収録された。歌詞は1975年にレノンとオノの間に生まれたショーン・レノンに向けて書かれたもので、歌詞では1957年に作家のアレン・サンダースが月刊誌『リーダーズ・ダイジェスト』で書いた「Life is what happens to you while you're busy making other plans（人生とは、他の計画を立てているあいだに起きることだ）」という一節が引用されている。
アメリカでは1981年11月4日に発売されたシングル『ウォッチング・ザ・ホイールズ』のB面曲としてリカットされた後、1982年11月11日に再発売されたシングル『ハッピー・クリスマス（戦争は終った）』のB面にも収録された。日本では1992年6月3日に東芝EMIから8センチシングルとしてリカットされ、カップリング曲としてオノ・ヨーコの「ビューティフル・ボーイズ」が収録された。

## 評価
作家の寮美千子は、2005年に出版された『ジョン・レノン・フォーエヴァー』の中であきれるほど正直に心を吐露した言葉に、心を打たれる我が子を愛する喜びがこれ以上ないというほど素直に表現されている。と共に、実の父や母にそのように愛されたかったレノン自身の像が重なっているのかもしれないと述べた。
レノンと同じく元ビートルズのポール・マッカートニーはレノンが作曲した中でお気に入りの楽曲の1つとし、1982年にBBC Radio 4の『無人島へ持ってゆきたいレコード』で本作を挙げた。その際にマッカートニーはとても心を動かされる美しい曲だと思うと語っている。また、オノも同様に本作を挙げている。
ポップカルチャー情報誌『ローリング・ストーン』が発表した「The 100 Best Beatles Songs」では第33位に本作が挙げられている。

## クレジット（ジョン・レノン版）
※出典
- ジョン・レノン – ボーカル、アコースティック・ギター、ヴォコーダ
- アール・スリック（英語版） – アコースティック・ギター
- ヒュー・マクラッケン – リードギター
- トニー・レヴィン – ベース
- ジョージ・スモール（英語版） – キーボード
- ロバート・グリニッジ（英語版） – スティールパン
- アーサー・ジェンキンス（英語版） – パーカッション
- ランディ・スタイン – コンサーティーナ

## セリーヌ・ディオンによるカバー
セリーヌ・ディオンによる「ビューティフル・ボーイ」は、2004年10月12日に発売されたアルバム『ミラクル〜奇跡』に収録され、アルバム発売前の10月4日にプロモーション・シングルとしても発売された。
ディオンによるカバー版は、音楽雑誌『ラジオ&レコーズ』が発表したカナダ国内のアダルト・コンテンポラリー・チャートで最高位23位を記録し、ケベック州のエアプレイ・チャートでは最高位2位を記録した。

### クレジット
※出典
- セリーヌ・ディオン – ボーカル
- ウェルドン・パークス – ギター
- デイヴィッド・フォスター – キーボード
- ヨーカム・ヴァン・デル・サーグ – プログラミング
- ラファエル・パディラ – パーカッション

### チャート成績

#### 週間チャート
| チャート (2004年 - 2005年)        | 最高位 |
| --------------------------------- | ------ |
| カナダ AC (Radio & Records)       | 23     |
| ハンガリー (Rádiós Top 40)        | 30     |
| ケベック (ADISQ)                  | 2      |
| US Adult Contemporary (Billboard) | 18     |

#### 年間チャート
| チャート (2004年)                       | 順位 |
| --------------------------------------- | ---- |
| US Adult Contemporary (Radio & Records) | 88   |

| チャート (2005年)                       | 順位 |
| --------------------------------------- | ---- |
| US Adult Contemporary (Radio & Records) | 75   |

## その他のカバー
1998年に日本で流通したプロモーション用CDにレノンによる原曲とともにDREAMS COME TRUEによるカバー版が収録された。このカバー版は同年に発売されたシングル『あはは』にカップリング曲として収録されたほか、2005年に発売されたトリビュート・アルバム『HAPPY BIRTHDAY,JOHN』には新たに録音されたテイクが収録された。
2017年にフィーダーが配信シングルとしてカバー。